# Miss São Paulo 2008
Miss São Paulo 2008 foi a 53ª edição do tradicional concurso de beleza feminino de Miss São Paulo. Este ano a disputa elegeu a melhor candidata paulista para a disputa de Miss Brasil 2008, válido para o certame de Miss Universo. A cerimônia foi realizado com a presença de vinte e nove (29) candidatas de diversos municípios do Estado, reunidas na capital. O concurso foi televisionado pela Rede Bandeirantes para todo o País e apresentado pelo jornalista Gilberto Barros. O evento foi vencido pela mineira representante de Caieiras, Janaína Barcelos de Morais.

## Resultados

### Colocações
| Colocação               | Município e Candidata |
| Vencedora               | - Caieiras - Janaína Barcelos |
| 2º. Lugar               | - Araras - Débora Cézar |
| 3º. Lugar               | - Morungaba - Francieli Fischer |
| Finalistas              | - São Paulo - Nathalie Guilmoto - Sorocaba - Luíza Marins |
| (TOP 12) Semifinalistas | - Campinas - Jocasta Costa - Colina - Patrícia de Souza - Itatiba - Érica Doiche - Jaboticabal - Monize Masson - Pedreira - Priscila Graciola - Praia Grande - Andressa Ramirez - Ribeirão Pires - Giovanna Bagnariolli |

### Prêmio Especial
- A miss eleita pelo voto do público integra automaticamente o Top 12:

| Prêmio            | Município e Candidata      |
| Miss Voto Popular | - Campinas - Jocasta Costa |

## Candidatas
Disputaram o título este ano:
| - Araras - Débora Cézar - Araraquara - Samanta Agda - Artur Nogueira - Karina Silva - Barretos - Lara Chiarelli - Barueri - Jacqueline Sato - Caieiras - Janaína Barcelos - Campinas - Jocasta Costa - Caraguatatuba - Vanessa Barzan - Colina - Patrícia de Souza - Ferraz de Vasconcelos - Priscila Muniz | - Guariba - Adelita Lemes - Itatiba - Érica Doiche - Itu - Juliana Passos - Jaboticabal - Monize Masson - Lorena - Giseli Finoti - Morungaba - Francieli Fischer - Osasco - Sarah Fanarof - Pedreira - Priscila Graciola - Potim - Liliane Ribeiro - Praia Grande - Andressa Ramirez | - Ribeirão Pires - Giovanna Bagnariolli - Santa Rita do Passa Quatro - Tamiris Leme - Santo André - Camile Bandoni - São Bernardo do Campo - Francine Piaia - São José do Rio Preto - Juliana Prieto - São Paulo - Nathalie Guilmoto - Sorocaba - Luíza Marins - Suzano - Laís Alves - Vinhedo - Mônica Oliveira |

## Crossovers
Candidatas em outros concursos:

### Estaduais
Miss São Paulo
- 2007: Caieiras - Janaína Barcelos (2º. Lugar)
  - (Representando o município de Santana de Parnaíba)

Miss Rio Grande do Sul
- 2006: São Bernardo do Campo - Francine Piaia
  - (Representando o município de Panambi)
- 2008: Morungaba - Francieli Fischer (2º. Lugar)
  - (Representando o município de Agudo)